# Shripney
Shripney – przysiółek w Anglii, w hrabstwie West Sussex. Leży 3,2 km od miasta Bognor Regis, 8 km od miasta Chichester i 88,1 km od Londynu. W latach 1870–1872 miejscowość liczyła 90 mieszkańców.